# Balapallam
Balapallam è una suddivisione dell'India, classificata come town panchayat, di 16.638 abitanti, situata nel distretto di Kanyakumari, nello stato federato del Tamil Nadu. In base al numero di abitanti la città rientra nella classe IV (da 10.000 a 19.999 persone).

## Geografia fisica
La città è situata a 08° 13' 27 N e 77° 14' 23 E.

## Società

### Evoluzione demografica
Al censimento del 2001 la popolazione di Balapallam assommava a 16.638 persone, delle quali 8.133 maschi e 8.505 femmine. I bambini di età inferiore o uguale ai sei anni assommavano a 1.897, dei quali 912 maschi e 985 femmine. Infine, coloro che erano in grado di saper almeno leggere e scrivere erano 12.746, dei quali 6.356 maschi e 6.390 femmine.